# Tour de Alma Ata
El Tour de Alma Ata (oficialmente y en inglés:Tour of Almaty) es una carrera ciclista kazaja. Se creó en 2013, y fue impulsada por el exciclista y campeón olímpico de ciclismo Aleksandr Vinokúrov. Es la primera carrera profesional que se disputa en dicho país.
Pertenece al UCI Asia Tour y su primera edición se corrió en 2013 como carrera de un día de categoría 1.2 (última categoría del profesionalismo) para subir al año siguiente a categoría 1.1. A partir de 2017 se convirtió en una carrera de 2 etapas pasando a ser de categoría 2.1.

## Palmarés
| Año  | Ganador         | Segundo            | Tercero          |
| ---- | --------------- | ------------------ | ---------------- |
| 2013 | Maxim Iglinskiy | Sonny Colbrelli    | Ruslan Tleubayev |
| 2014 | Alexéi Lutsenko | Serguéi Chernetski | Serguéi Lagutín  |
| 2015 | Alexéi Lutsenko | Fabio Aru          | Pável Kochetkov  |
| 2016 | Alexéi Lutsenko | Mauro Finetto      | Roman Maikin     |
| 2017 | Alexéi Lutsenko | Rémy Di Gregorio   | Jakob Fuglsang   |
| 2018 | Davide Villella | Simon Pellaud      | Pierpaolo Ficara |
| 2019 | Yuriy Natarov   | Aleksandr Vlásov   | Danilo Celano    |

## Palmarés por países
| País       | Victorias |
| ---------- | --------- |
| Kazajistán | 6         |
| Italia     | 1         |